# Razamanaz (Razamanaz)
Razamanaz è il primo album dei Razamanaz, uscito nel marzo 2003 per l'Etichetta Perris Records.

## Il disco
Michael Kelly Smith (Britny Fox), firmò con la Perris Records nel 2003 per pubblicare il materiale dei Razamanaz, la sua band degli anni novanta. Verrà così stampato l'album omonimo, che raccoglie tutto quanto inciso dalla band nel decennio precedente: cover, versioni demo ed alcuni pezzi che avrebbero dovuto comporre un album alla fine mai ufficialmente pubblicato.
Il disco contiene alcune cover:
- King of the Night Time World - Kiss, dall'album Destroyer (1976)
- Seasons of Wither - Aerosmith, dall'album Get Your Wings (1974)
- Kicks - Paul Revere & The Raiders
- Walk, Don't Run - Johnny Smith

## Tracce
1. Urgency (Massi, Smith) 4:07
2. Feel It (Smith) 4:13
3. King of the Night Time World (Anthony, Ezrin, Fowley, Stanley) 3:20 (Kiss Cover)
4. Seasons of Wither (Tyler) 5:04 (Aerosmith Cover)
5. Kicks 	(Mann, Weil) 3:19 (Paul Revere & The Raiders Cover)
6. In the Dust (Smith) 3:53
7. Make You Mine (Massi, Smith) 7:20
8. Call of the Wild (Smith) 3:29 (Versione demo)
9. Swamp Slide/Bad Feelin' Blues (Massi, Smith) 8:02 (Versione demo)
10. Rock 'N' Roll Outlaw (Smith) 3:28 (Versione demo)
11. Tied Up (In Love) (Smith) 3:29 (Versione demo)
12. Walk, Don't Run (Smith) 2:14 (Johnny Smith Cover)
13. In the Dust (Smith) 7:06
14. Pain (Smith) 4:17
15. Make You Mine (Massi, Smith) 7:14

## Formazione
- Cory Massi - voce, chitarra
- Michael Kelly Smith - chitarra
- Joe Bisbing - basso
- Steve Attig - batteria